# 那年夏天
《那年夏天》（韓語：그해여름）是一部於2006年韩国上映的浪漫电影，由赵根植执导。李炳宪和秀爱主演。 这部电影在2007年第15届春史電影賞获得了最佳电影与最佳导演奖。

## 演員
| 演員   | 飾演角色         |
| 李炳憲 | 尹錫英           |
| 秀愛   | 徐正仁           |
| 吳達庶 | 南均洙           |
| 李世恩 | 李秀珍           |
| 鄭石勇 | 金萬澤           |
| 李慧殷 | Elena            |
| 羅基洙 | 錫英部下         |
| 金貞河 | 大嬸             |
| 金敬蘭 | 奶奶             |
| 李斗敬 | 刑警3            |
| 崔銀錫 | 便衣警察         |
| 趙慶哲 |                  |
| 崔德文 | 錫英的前輩       |
| 柳海真 | 金PD（特別出演） |